# 사랑의 메신저
《사랑의 메신저》(영어: The Go-Between)는 1971년 개봉한 영국의 로맨틱 드라마 영화이다. 조지프 로지가 감독을, 해럴드 핀터가 각본을 맡았다. L. P. 하틀리의 동명 소설이 영화의 원작이다. 1971 칸 영화제 황금종려상 수상작이다.

## 줄거리
1900년, 12세의 리오 콜스턴은 부유한 학교 친구 마커스 모즐리의 노퍽 컨트리 하우스인 브랜덤 홀에서 여름 휴가를 보내도록 초대받는다. 집에 도착하자마자 중산층인 리오는 상류층 사람들 사이에서 자신이 어색하다는 것을 알게 되고, 그의 호스트들, 특히 마커스의 누나 마리안은 그를 환영하려고 노력한다. 리오는 곧 아름다운 마리안에게 반하게 되는데, 그녀는 소년을 아끼고 그에게 새 옷을 사준다.
마커스는 홍역에 걸려 침실에 격리되어야 했고, 리오는 혼자서 시간을 보낸다. 리오는 영지 주변을 돌아다니다가 근처 농장으로 가서 건초더미에서 놀다가 다친다. 소작인 테드 버제스는 리오의 상처를 치료해주면서, 그 대가로 마리안에게 편지를 가져다줄 수 있는지 묻는다. 리오는 동의하고 마리안에게 편지를 전해준 후, 마리안은 그에게 테드에게 다른 편지를 다시 가져다달라고 간청한다. 리오는 은밀한 관계를 맺고 있는 마리안과 테드 사이의 정기적인 메신저가 된다. 리오는 이 진행 상황에 대해 순진하며, 단지 친구들 사이의 비밀 메시지를 전달하는 것이라고 믿는다.
마리안은 테드와 자유롭게 결혼할 수 없다. 그녀는 부모님이 결혼시키고 싶어하는 영지 상속인 휴, 트림엄 남작과 교제하고 있다. 어느 날, 리오는 마리안이 자신에게 맡긴 편지 중 하나를 몰래 훔쳐본다. 리오는 그것이 연애편지라는 것을 깨닫고 충격과 실망에 빠진다. 마리안과 휴의 약혼이 발표되자 리오는 안도하는데, 이는 더 이상 자신의 메신저 임무가 필요하지 않을 것이라고 생각했기 때문이다. 마리안과 테드는 계속해서 불륜을 저지르며 리오를 중간자로 의지하게 되고, 소년은 걱정과 혼란에 빠진다. 리오가 마리안을 위해 편지를 가져다주기를 거부하자, 그녀는 그를 꾸짖는다. 리오는 어머니에게 계획보다 일찍 집에 갈 수 있는지 묻는 편지를 쓴다. 환영받지 못하는 것 같다고 말하지만, 어머니는 일찍 떠나면 모즐리 가족에게 무례한 행동이 될 것이라고 답한다.
리오의 13번째 생일 파티 날은 기록적인 폭염으로 기록된다. 마리안과 리오 사이의 긴장은 가라앉았고, 그녀는 리오에게 테드에게 또 다른 편지를 전달해달라고 요청한다. 리오는 거절하고 둘은 장난스럽게 밖에서 서로를 쫓는다. 마리안의 어머니 마들렌은 그들을 보고 무슨 소동이냐고 묻는다. 그녀는 편지를 발견하지만, 마리안은 리오를 전 유모에게 편지를 전달하도록 보낸다고 거짓말하고 리오는 동조한다. 마리안의 불륜을 의심한 마들렌은 리오와 단둘이 이야기하러 간다. 그녀는 소년에게 편지를 보여달라고 강요하지만, 그는 편지를 잃어버렸다고 주장한다.
그날 저녁 리오의 생일 저녁 식사 도중 천둥번개가 친다. 마리안을 제외한 모든 모즐리 가족 구성원들이 축제에 참여하기 위해 저녁 식탁에 앉아있다. 일부 가족 구성원들은 그녀를 기다리자고 주장하지만, 마들렌은 인내심을 잃고 리오를 데리고 마리안을 직접 찾으러 간다. 그녀는 그를 테드의 농장으로 데려가고, 그곳에서 마리안과 테드가 헛간에서 섹스하는 것을 발견한다. 이 사건은 리오에게 오래 지속되는 영향을 미친다. 마리안과 함께 발각된 후, 테드가 자신의 농장 주방에서 총으로 자살했음이 밝혀진다.
50년 후, 리오는 지치고 환멸에 빠진 남자가 되어 브랜덤 홀로 돌아온다. 그 이후로 그는 상상력과 감성적인 성격을 억압하여 친밀한 관계를 맺을 수 없게 되었다. 그는 이제 트림엄 부인으로 지내는 나이 든 마리안을 만나는데, 그녀는 전 유모의 오두막에 살고 있다. 리오는 마리안이 계획대로 휴와 결혼했지만 테드의 아들을 낳았다는 것을 알게 된다. 휴는 1910년에 사망하기 전에 테드의 아들을 자신의 아들로 인정했다. 마리안의 아들은 제2차 세계 대전에서 사망했다. 마리안은 아들의 혈통 스캔들 때문에 손자와 소원해졌고, 그래서 그녀는 다시 리오를 중간자로 불러 그들의 관계를 회복하고 손자에게 자신이 테드를 진정으로 사랑했음을 알리려고 한다. 리오는 마리안을 위한 마지막 심부름을 하기 위해 떠난다.